# Universidad Católica de El Salvador
La Universidad Católica de El Salvador (UNICAES) es una institución privada de educación superior salvadoreña, administrada por la Diócesis católica de Santa Ana y bajo supervisión de la Conferencia Episcopal de El Salvador (CEDES). Su sede central se encuentra en la ciudad de Santa Ana y cuenta dos centros regionales, uno ubicado en Ilobasco y otro actualmente en construcción en Metapán.
Es uno de los centros de estudios más importante del occidente del país con cerca de 5500 estudiantes matriculados para el año 2016, y el segundo de la zona norte de El Salvador (superado por la sede regional de la Universidad Doctor Andrés Bello en Chalatenango) con alrededor de 1500 estudiantes matriculados para el mismo período.

## Historia
Fue fundada bajo el nombre de Universidad Católica de Occidente (UNICO) por el entonces Obispo católico de la diócesis de Santa Ana, Marco René Revelo Contreras (1923-2000) bajo encargo de la CEDES el 13 de abril de 1982, y obtuvo la aprobación como universidad católica del Papa Juan Pablo II a través de la Congregación para la Educación Católica, el 18 de diciembre del mismo año. El funcionamiento como institución educativa superior fue autorizado por el Ministerio de Educación de El Salvador mediante el decreto ejecutivo número 1210 del 25 de junio de 1982.
El primer campus de la Universidad Católica estuvo ubicado en el Seminario mayor Juan XXIII, ubicado en el centro urbano de Santa Ana, y funcionó en esas instalaciones hasta 1997 cuando finalizó la construcción de un campus que albergara la creciente oferta académica en un terreno a las afueras de la ciudad adquirido en 1995. El tamaño original de ese campus comprendía 17 manzanas que posteriormente fueron expandidas a 42 manzanas (aproximadamente 295 mil metros cuadrados).
Con la apertura del Centro Regional de Ilobasco (CRI) en 2008, la Universidad Católica realizó una actualización de sus estatutos, siendo el principal cambio su denominación.

## Autoridades universitarias
Según establece el Art. 24 de los estatutos de la universidad, el cargo de Rector será ejercido por el obispo diocesano de Santa Ana quien a su vez nombra a los miembros del Consejo Directivo previa autorización de la Conferencia Episcopal de El Salvador. Desde su fundación en 1982, el cargo de rector ha sido ejercido por los siguientes obispos:
1. Marco René Revelo Contreras (1982-1998)
2. Fernando Sáenz Lacalle (1998-1999)
3. Romeo Tovar Astorga (1999-2016)
4. Miguel Ángel Morán Aquino (en el cargo)

Para el año 2019, las autoridades universitarias son las siguientes:
- Vicerrector general: Moisés Antonio Martínez Zaldívar.
- Vicerrector académico: Roberto Antonio López Castro.
- Secretario general: Cástulo Afranio Hernández Robles.
- Director administrativo: Ana Elizabeth Michelle Espinoza.
- Director académico: Marco Antonio Marroquín Peñate.

## Facultades
La Universidad Católica de El Salvador cuenta con cuatro facultades en el Campus central de Santa Ana, y una multidisciplinaria en el Centro Regional de Ilobasco:
Campus central de Santa Ana
- Facultad de Ciencias y Humanidades,
- Facultad de Ciencias Empresariales,
- Facultad de Ingeniería y Arquitectura,
- Facultad de Ciencias de la Salud.

Centro Regional de Ilobasco
- Facultad Multidisciplinaria del CRI.

## Oferta académica
La UNICAES ofrece 20 carreras de pregrado, de las cuales 7 son también ofertadas en la Facultad Multidisciplinaria del Centro Regional de Ilobasco:
Facultad de Ciencias y Humanidades
- Licenciatura en Ciencias de la Educación (*)
- Licenciatura en Ciencias Jurídicas
- Licenciatura en Diseño Gráfico Publicitario
- Licenciatura en Idioma Inglés (*)
- Licenciatura en Periodismo y Comunicación Audiovisual

Facultad de Ciencias Empresariales
- Licenciatura en Administración de Empresas (*)
- Licenciatura en Contaduría Pública
- Licenciatura en Gestión y Desarrollo Turístico
- Licenciatura en Mercadeo y Negocios Internacionales (*)
- Licenciatura en Sistemas Informáticos Administrativos

Facultad de Ingeniería y Arquitectura
- Arquitectura
- Ingeniería Agronómica
- Ingeniería Civil
- Ingeniería en Desarrollo de Software
- Ingeniería en Telecomunicaciones y Redes
- Ingeniería en Sistemas Informáticos (*)
- Ingeniería Industrial

Facultad de Ciencias de la Salud
- Doctorado en Medicina
- Licenciatura en Enfermería (*)
- Técnico en Enfermería (*)

(*) Ofertada en el CRI.